# Alberto Velázquez
Alberto Camilo Velázquez Aguilar (ur. 16 lipca 1934 w Casupá) – urugwajski kolarz torowy i szosowy, dwukrotny olimpijczyk, czterokrotny medalista igrzysk panamerykańskich.

## Przebieg kariery
Wystąpił na igrzyskach panamerykańskich w 1955, gdzie zdobył dwa srebrne medale – w drużynowym wyścigu szosowym i w drużynowym wyścigu na 4000 m na dochodzenie, oraz jeden brązowy – w indywidualnym wyścigu szosowym.
Rok później pojechał do Melbourne na Letnie Igrzyska Olimpijskie 1956, gdzie wziął udział w trzech konkurencjach. Nie ukończył zarówno indywidualnego, jak i drużynowego szosowego wyścigu ze startu wspólnego, natomiast w 4000 m drużynowo na dochodzenie w biegu czwartym pierwszej rundy osiągnął z drużyną czas 5:02.4, który nie dał im awansu do kolejnej fazy. Na Letnich Igrzyskach Olimpijskich 1960 w Rzymie ponownie nie ukończył szosowego wyścigu indywidualnego i ponownie odpadł z reprezentacją w pierwszej fazie konkurencji drużynowej 4000 m na dochodzenie.
Na igrzyskach panamerykańskich w 1963 sięgnął po złoto w drużynowym wyścigu na 4000 m na dochodzenie.

## Wyniki olimpijskie
| Igrzyska       | Konkurencja                             | Czas    | Wynik                 |
| -------------- | --------------------------------------- | ------- | --------------------- |
| Melbourne 1956 | Wyścig indywidualny ze startu wspólnego | DNF     | DNF                   |
| Melbourne 1956 | Wyścig drużynowy ze startu wspólnego    | DNF     | DNF                   |
| Melbourne 1956 | 4000 m drużynowo na dochodzenie         | 5:02.4  | 2. w biegu 4 rundy 1  |
| Rzym 1960      | Wyścig indywidualny ze startu wspólnego | DNF     | DNF                   |
| Rzym 1960      | 4000 m drużynowo na dochodzenie         | 4:47.83 | 1. w biegu 10 rundy 1 |